# 10730 White
10730 White este un asteroid din centura principală, descoperit pe 19 septembrie 1987, de Edward Bowell.